# Ilse Pluimers
Ilse Pluimers (Enter, 29 aprile 2002) è una ciclista su strada olandese che corre per il team AG Insurance-Soudal Quick-Step. Attiva in formazioni UCI dal 2021, nel 2023 ha vinto il titolo europeo Under-23 in linea.

## Biografia
È la sorella del ciclista Rick Pluimers.

## Palmarès
- 2019 (Juniores)

Campionati europei, Prova in linea Junior
- 2023 (AG Insurance-Soudal Quick-Step, due vittorie)

Campionati europei, Prova in linea Under-23

### Altri successi
- 2023 (AG Insurance-Soudal Quick-Step)

Tijdrit Omloop van Borsele (cronometro)
- 2024 (AG Insurance-Soudal Team)

Kapellen (Criterium)

## Piazzamenti

### Grandi Giri
- Giro d'Italia

2023: 70ª
- Tour de France

2022: 93ª
- Vuelta a España

2024: 70ª

### Competizioni mondiali
- Campionati mondiali su strada

Yorkshire 2019 - In linea Junior: 80ª
- Campionati del mondo di ciclocross

Dübendorf 2020 - Junior: 14ª

### Competizioni continentali
- Campionati europei su strada

Alkmaar 2019 - In linea Junior: vincitrice
Plouay 2020 - In linea Junior: 27ª
Drenthe 2023 - Cronometro Under-23: 15ª
Drenthe 2023 - In linea Under-23: vincitrice
- Campionati europei di ciclocross

Silvelle 2019 - Junior: 17ª